# Otto Kuntze
Carl Ernst Otto Kuntze (Lipsia, 23 giugno 1843 – Sanremo, 27 gennaio 1907) è stato un botanico tedesco.

## Biografia
Al principio della sua carriera fu farmacista; in quel periodo pubblicò un saggio intitolato Fauna tascabile di Lipsia. Tra il 1863 e il 1866 lavorò come commerciante a Berlino e viaggiò per l'Europa centrale e l'Italia. 
Dal 1868 al 1873 possedette una fabbrica per la produzione di oli essenziali, raggiungendo uno standard di vita confortevole.
Tra il 1874 ed il 1876, viaggiò per il mondo, visitando i Caraibi, gli USA, il Giappone, la Cina, il Sudest asiatico, la penisola araba e l'Egitto. 
Il diario di questi viaggi fu pubblicato col nome "Attorno al mondo" nel 1881. 
Dal 1876 al 1878 studiò Scienze Naturali a Berlino e Lipsia e conseguì il dottorato a Friburgo con una monografia sul genere Cinchona.
Curò l'edizione della collezione botanica da lui raccolta nel corso del suo viaggio attorno al mondo, che includeva oltre 7.700 campioni, a Berlino e nei Kew Gardens. La pubblicazione rivoluzionò la botanica, dal momento che Kuntze aveva completamente rivisto la tassonomia. Il suo trattato in tre volumi, Revisio Generum Plantarum (1891), fu ampiamente rigettata o deliberatamente ignorata.
Nel 1886, Kuntze visitò il Vicino Oriente russo e trascorse il periodo 1887–88 sulle Isole Canarie. I risultati di entrambi i viaggi costituirono parte della sua opera principale, la Revisio. 
Al principio degli anni novanta del XIX secolo, partì per l'America Meridionale, di cui aveva programmato di visitare pressoché tutti i paesi.
Nel 1894, visitò i paesi dell'Africa Meridionale, come anche le colonie tedesche.
Negli ultimi anni di vita, Kuntze si trasferì definitivamente a Sanremo.
Sebbene affermasse che stava solo applicando con diligenza le normali pratiche, le sue idee rivoluzionarie sulla nomenclatura botanica crearono uno scisma tra schemi competitivi di Regole di Nomenclatura Botanica, i precursori del moderno Codice internazionale per la nomenclatura delle alghe, funghi e piante. Il conflitto si risolse durante il II Congresso botanico internazionale nel 1905, due anni prima della morte di Kuntze. 
Le sue risposte non compromettenti alle opinioni divergenti significarono per lui che parecchie porte, soprattutto del mondo accademico e soprattutto in Europa, restassero a lui chiuse.
L'opera di Kuntze puntò i riflettori sull'inadeguatezza dei precedenti approcci alla nomenclatura botanica. Un gruppo di botanici americani sviluppò un insieme alternativo di regole, il Rochester Code (Codice Rochester), che proposero nel 1892 in alternativa alle Regole Internazionali. Questo "scisma" si protrasse fino al 1930, prima di trovar soluzione .